# Julia Bargallo Granero
Julia Bargallo Granero (13 de junio de 1995) es médico y exesquiadora de élite española. Fue 5 veces campeona de España, una en slalom, dos veces en gigante y dos veces en súpergigante. 

## Biografía
Nacida en Barcelona el 13 de junio de 1995,  hija de esquiadores. Desde recién nacida su padre la llevaba en la mochila cuando iba a esquiar. A los 3 años de edad se puso sus primeros esquís. Entró a formar parte del Club Aranés d'Espòrts d'Iuèrn donde competía en categorías infantiles. Alternaba sus estudios y el deporte con los veranos en Tignes, Argentina o Nueva Zelanda. Posteriormente en juveniles entró al Centro de Tecnificacion dera Val d’Aran. Fue fichada por el equipo Junior de la RFEDI. 
Con 12 años comenzó a competir a nivel nacional en el Gran Premio de Cerdanya. A los 15 años comenzaría la competición internacional en la estación de Valle Nevado, Chile. Participó en un total de 427 eventos. 144 pruebas nacionales y 283 pruebas internacionales. En mayo de 2018 causó baja en el equipo nacional. En julio de 2018 anunció su retirada del esquí de competición. Es aficionada al MTB y al trial. En 2021 se graduó en Medicina por la Universidad de Barcelona.

## Logros deportivos

### Nacional
En el circuito nacional ha competido en 144 ocasiones, quedando 108 veces en el Top 10, con  36 primeros puestos, 19 segundos puestos y 12 terceras posiciones. 
En la siguiente tabla vemos sus primeros puestos en el circuito nacional. 
| Fecha    | Evento                                                                    | Disciplina | Lugar         | Posición |
| -------- | ------------------------------------------------------------------------- | ---------- | ------------- | -------- |
| 16/03/19 | TOP CAEI FIS ( D GS 1 )                                                   | GS         | Baqueira B    | 1        |
| 04/04/18 | CAMPEONATOS DE ESPAÑA ABSOLUTOS.-FIS-NC ( SL D ABS )                      | SL         | Sierra Nevada | 1        |
| 03/04/18 | CAMPEONATOS DE ESPAÑA ABSOLUTOS.-FIS-NC ( GS D ABS )                      | GS         | Sierra Nevada | 1        |
| 02/04/18 | CAMPEONATOS DE ESPAÑA ABSOLUTOS.-FIS-NC ( SG D ABS )                      | SG         | Sierra Nevada | 1        |
| 09/04/17 | CAMPEONATOS DE ESPAÑA ABSOLUTOS ( damas SG ) Valederos Ctos.de España CIT | SG         | Espot         | 1        |
| 06/04/17 | Trofeo FIS SPAINSNOW 2017 ( damas GS )                                    | GS         | Espot         | 1        |
| 28/12/16 | 7º Memorial Albert Pardo.- FIS CIT (GS II)                                | GS         | Espot         | 1        |
| 27/12/16 | 7º Memorial Albert Pardo.- FIS CIT (GS I)                                 | GS         | Espot         | 1        |
| 29/03/16 | CTOS. ESPAÑA ABSOLUTOS ( GS DAMAS )                                       | GS         | Formigal      | 1        |
| 20/03/16 | 35º Derby Internacional de Ciudadanos-ALWC.-CTOS. DE ESPAÑA U18.-U21      | SL         | La Molina     | 1        |
| 03/03/13 | 7º Trofeo Francecs Viladomat                                              | SL         | Pas           | 1        |
| 02/03/13 | 7º Trofeo Francecs Viladomat                                              | GS         | Pas           | 1        |
| 11/03/12 | C. Madrid Alpino Absol. FIS                                               | GS         | Espot         | 1        |
| 10/03/12 | C. Madrid Alpino Absol. FIS                                               | SL         | Espot         | 1        |
| 26/03/10 | C. ESPAÑA INF II F FINAL D                                                | SL         | La Molina     | 1        |
| 23/03/10 | Cmps. España Infantil 3ª Fase Spr.Combi D                                 | SK         | Baqueira B    | 1        |
| 24/01/10 | Ctos. de España Infantil 1ª Fase D                                        | SL         | Sierra Nevada | 1        |
| 23/01/10 | Ctos. de España Infantil 1ª Fase D                                        | GS         | Sierra Nevada | 1        |
| 10/01/10 | 2º T La Molina 1ª F C.Cat.INF II D                                        | GS         | La Molina     | 1        |
| 09/01/10 | 2º T La Molina 1ª F C.Cat.INF II D                                        | SL         | La Molina     | 1        |
| 03/04/09 | C. España Inf. II COMBI. D                                                | K          | Sierra Nevada | 1        |
| 08/03/09 | C. Inf II . Cataluña D                                                    | GS         | Espot         | 1        |
| 14/02/09 | C. España Inf. II 2ª Fase D                                               | GS         | Espot         | 1        |
| 17/01/09 | C. España Inf. II 1ª Fase D                                               | GS         | La Molina     | 1        |
| 30/03/08 | CAMP. ESPAÑA INFANTIL ALPINO D                                            | SG         | Cerler        | 1        |
| 30/03/08 | COMBINADA CAM SPA INF I D                                                 | K          | Cerler        | 1        |
| 29/03/08 | CAMP. ESPAÑA INFANTIL ALPINO D                                            | SL         | Cerler        | 1        |
| 28/03/08 | CAMP. ESPAÑA INFANTIL ALPINO D                                            | GS         | Cerler        | 1        |
| 09/03/08 | C. Andalucia Inf. CombR D                                                 | KR         | Sierra Nevada | 1        |
| 08/03/08 | Campeonatos de Andalucia Inf D                                            | GS         | Sierra Nevada | 1        |
| 02/03/08 | Ctos. de Cataluña INF I D                                                 | SL         | Boí Taüll     | 1        |
| 05/02/08 | Trf. PANTICOSA D                                                          | SL         | Panticosa     | 1        |
| 27/01/08 | X Memorial Montse Corominas D                                             | GS         | Baqueira B    | 1        |
| 26/01/08 | X Memorial Montse Corominas D                                             | SL         | Baqueira B    | 1        |
| 13/01/08 | III G.P. Cerdanya D                                                       | GS         | Masella       | 1        |
| 12/01/08 | III G.P. Cerdanya D                                                       | SL         | Masella       | 1        |

### Campeonato de España
Julia Bargallo ha sido 5 veces Campeona de España
| Campeonato de España | Eslalom                | Gigante                | Súper Gigante          |
| -------------------- | ---------------------- | ---------------------- | ---------------------- |
| 2018                 | Julia Bargallo Granero | Julia Bargallo Granero | Julia Bargallo Granero |
| 2017                 |                        |                        | Julia Bargallo Granero |
| 2016                 |                        | Julia Bargallo Granero |                        |

### Internacional
En el circuito internacional ha competido en 283 ocasiones, en países como Chile,  Andorra,  Francia,  Italia,  Noruega, Suiza,  Bélgica, Eslovaquia,  Alemania, Suecia y Austria. En dicha competición ha conseguido estar 57 veces en el Top 10, consiguiendo 9 primeros puestos, 7 segundos puestos y 6 terceras posiciones. 
En la siguiente tabla se listan sus mejores clasificaciones
| Fecha      | Lugar                | País | Campeonato             | Disciplina   | Clasificación |
| ---------- | -------------------- | ---- | ---------------------- | ------------ | ------------- |
| 30/03/2018 | Tignes               | FRA  | National Championships | Giant Slalom | 2             |
| 16/01/2018 | Monte Pora           | ITA  | FIS                    | Giant Slalom | 3             |
| 29/12/2017 | Vallnord - Arinsal   | AND  | FIS                    | Slalom       | 1             |
| 31/03/2017 | Tignes               | FRA  | National Championships | Giant Slalom | 2             |
| 08/03/2017 | Kranjska Gora        | SLO  | FIS                    | Giant Slalom | 1             |
| 07/03/2017 | Kranjska Gora        | SLO  | FIS                    | Giant Slalom | 2             |
| 21/02/2017 | Savognin             | SUI  | FIS                    | Giant Slalom | 2             |
| 05/03/2016 | Oberjoch             | GER  | CIT                    | Giant Slalom | 2             |
| 28/02/2016 | Soriska planina      | SLO  | FIS                    | Slalom       | 1             |
| 08/01/2016 | Pila - Gressan       | ITA  | CIT                    | Slalom       | 2             |
| 06/01/2016 | Pila - Gressan       | ITA  | CIT                    | Giant Slalom | 1             |
| 28/03/2015 | Grandvalira Soldeu   | AND  | National Championships | Giant Slalom | 1             |
| 14/03/2015 | Grandvalira- Soldeu  | AND  | FIS                    | Super G      | 1             |
| 13/03/2015 | Grandvalira- Soldeu  | AND  | National Championships | Downhill     | 1             |
| 12/03/2015 | Grandvalira- Soldeu  | AND  | National Championships | Super G      | 1             |
| 13/01/2015 | Pila                 | ITA  | National Junior Race   | Giant Slalom | 3             |
| 21/02/2014 | Bormio               | ITA  | FIS                    | Giant Slalom | 3             |
| 20/02/2014 | Bormio               | ITA  | FIS                    | Super G      | 3             |
| 19/02/2014 | Bormio               | ITA  | FIS                    | Slalom       | 3             |
| 17/02/2014 | Bormio               | ITA  | National Junior Race   | Giant Slalom | 1             |
| 28/03/2013 | GrandValira- Soldeu  | AND  | National Championships | Giant Slalom | 3             |
| 06/04/2012 | Soldeu - Grandvalira | AND  | FIS                    | Super G      | 2             |

Acrónimos:  FRA Francia ITA Italia,  AND Andorra,  SLO Eslovaquia, SUI Suiza